# 紀元前451年
紀元前451年（きげんぜん451ねん）は、ローマ暦の年である。
当時は、「クラッススとアウグリヌスが共和政ローマ執政官に就任した年」として知られていた（もしくは、それほど使われてはいないが、ローマ建国紀元303年）。紀年法として西暦（キリスト紀元）がヨーロッパで広く普及した中世時代初期以降、この年は紀元前451年と表記されるのが一般的となった。

## 他の紀年法
- 干支 : 庚寅
- 日本
  - 皇紀210年
  - 孝昭天皇25年
- 中国
  - 周 - 貞定王18年
  - 秦 - 厲共公26年
  - 晋 - 哀公元年
  - 楚 - 恵王38年
  - 斉 - 宣公5年
  - 燕 - 成公4年
  - 趙 - 襄子25年
- 朝鮮
  - 檀紀1883年
- ベトナム :
- 仏滅紀元 : 94年
- ユダヤ暦 : 3310年 - 3311年

## できごと

### ギリシア
- ペルシア軍は、秩序を取り戻すために、反乱状態のキプロスに向かった。キモンは、ペリクレスの支援を得てキプロスの救出に向かった。
- ペリクレスの後援の下に、アテナイ市民の両親から生まれた子供だけにアテナイの市民権を与えるという市民権法が通過した。これにより、他の都市出身の住人も名誉のある職に就けるという政策が終了した。
- ギリシアの都市国家間の戦闘により、5年間の停戦協定は終わった。キモンは、スパルタと5年間の停戦協定の交渉を行い、その中でアテナイはアルゴスとの同盟を、スパルタはティーヴァとの同盟を解消することを約束した。同年、アルゴスはスパルタと最初の「30年和平」を結んだ。

### 共和政ローマ
- 3人委員会からのローマ法の設計の報告を受け、パトリキは十人委員会を設立した。全員がパトリキで構成された最初の十人委員会は、執政官アッピウス・クラウディウス・クラッススとティトゥス・ゲヌキウス・アウグリヌスに率いられた。十二表法の最初の10条は、この最初の十人委員会によって制定された。